# 帕索斯德沃尔文
帕索斯德沃尔文，是西班牙加利西亚自治区蓬特韦德拉省的一个市镇。 总面积50平方公里，总人口3052人（2001年），人口密度61人/平方公里。